# كونراد كاردينال
كونراد كاردينال (بالإنجليزية: Conrad Cardinal)‏ هو لاعب كرة قاعدة أمريكي، ولد في 30 مارس 1942 في بروكلين في الولايات المتحدة.

## وصلات خارجية
- كونراد كاردينال على موقعبيزبول رفرنس.كوم (الدوري الرئيسي) (الإنجليزية)
- كونراد كاردينال على موقعبيزبول رفرنس.كوم (الدوري الثانوي) (الإنجليزية)